# Svetlana Podobedova
Svetlana Nikolajevna Podobedova (kazakiska: Светлана Николаевна Подобедова), född 25 mars 1986 i Zima i Irkutsk oblast i dåvarande Sovjetunionen, är en kazakisk tyngdlyftare. Hon vann en guldmedalj i 
75-kilosklassen i olympiska sommarspelen 2012.
Podobedova började träna tyngdlyftning vid elva års ålder, när hon var fjorton flyttade hon till Moskva, där hon vann två junior-EM. 2004 tog Podobedova sin första medalj vid ett seniormästerskap i EM i Kiev där hon vann. Året därefter tog hon ett brons vid VM i Doha. Efter att ha testats positivt för otillåtna substanser när hon tagit guld i junior-VM 2006 blev Podobedova utesluten ur det ryska landslaget. Hon flyttade tillbaka till Zima och funderade på att sluta, när hon fick erbjudandet att börja tävla för Kazakstan.
Podobedova började tävla för Kazakstan under 2009 och vann VM i Goyang, följande år vann hon igen vid VM i Antalya och Asiatiska spelen i Guangzhou. 2011 tog hon ett silver vid VM i Paris.
Vid olympiska sommarspelen 2012 i London blev tävlingen en kamp mellan Podobedova och Natalija Zabolotnaja. I rycket tog Podobedova 130 kg och Zabolotnaja slog det sedan med 131 kg. Zabolotnaja tog sedan 160 kg i stöt vilket Podobedova slog med 161 kg. Totalt satte de två åtta nya olympiska rekord under tävlingen, vilken Podobedova vann då hon vägde 220 gram mindre. Hon missade VM 2014 i Almaty på grund av en muskelskada i vänstra låret.